# Światła (film)
Światła (niem. Lichter) – niemiecki dramat obyczajowy z 2003 roku w reżyserii Hansa-Christiana Schmida. Film ukazuje dwa dni z życia dwóch miast pogranicza polsko-niemieckiego (Słubic i Frankfurtu nad Odrą) na tle skomplikowanych losów ich zwykłych mieszkańców.
W roli Antoniego wystąpił Zbigniew Zamachowski.
Film ten porównywany jest czasem do dzieła Roberta Altmana pt. „Na skróty”. Zebrał też 14 nagród i nominacji na festiwalach filmowych w Niemczech i za granicą.